# Teórico (marxismo)

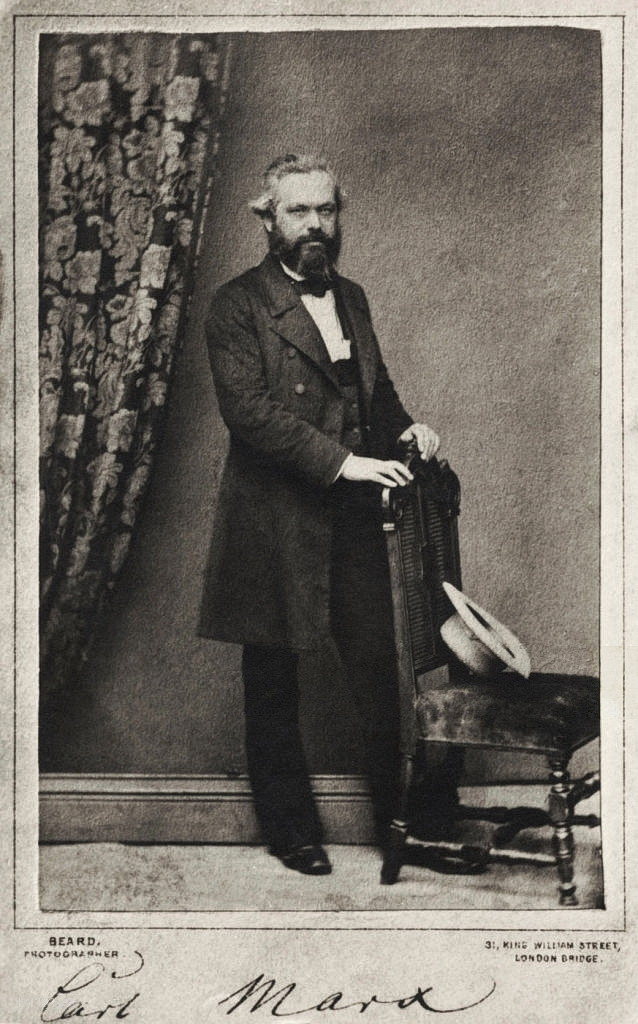
Karl Marx en 1861

En el marxismo, un teórico es un individuo que observa y escribe sobre la condición o dinámica de la sociedad, la historia o la economía, haciendo uso de los principios fundamentales del socialismo marxista en el análisis.

## Derivación del término
El término «teórico», tal como lo usó Marx, originalmente tenía un significado mucho más específico, donde el teórico está muy vinculado a la clase trabajadora y es parte de la clase trabajadora que aclara su lucha y expresa sus intereses. En La miseria de la filosofía (1847), Marx observa que «así como los economistas» - refiriéndose a los economistas políticos clásicos - «son los representantes científicos de la clase burguesa, los socialistas y comunistas son los teóricos de la clase proletaria». En otras palabras, son pensadores partidistas del lado de la clase trabajadora.
Cuando el capitalismo era relativamente inmaduro y la lucha de la clase trabajadora poco desarrollada, su pensamiento tomó formas utópicas y «improvisaban sistemas e iban en busca de formas regenerativas». Sin embargo, a medida que el capitalismo maduró y se desarrolló la lucha de clases independiente del proletariado, «sólo tienen que tomar nota de lo que sucede ante sus ojos y convertirse en su portavoz». Una vez que comprenden que la pobreza no es simplemente pobreza sino que tiene «un lado revolucionario, subversivo, que derribará la vieja sociedad», la ciencia -el pensamiento comunista, en la medida en que incorpora este lado subversivo- «ha dejado de ser doctrinaria y se ha vuelto revolucionario».

Marx contrastó este papel científico y partidista de los teóricos proletarios con la neutralidad superficial de Proudhon, quien intentó elevarse por encima tanto de la Economía Política como del Comunismo:
«Quiere elevarse como hombre de ciencia por encima de los burgueses y los proletarios; no es más que el pequeño burgués, continuamente oscilado entre el capital y el trabajo, la economía política y el comunismo».
En el Manifiesto del Partido Comunista, Marx y Engels ya no hablan de los comunistas simplemente como teóricos, sino que enfatizan que esta es una faceta de su actividad:
«Los comunistas, por tanto, son, por un lado, prácticamente, el sector más avanzado y decidido de los partidos obreros de todos los países, el sector que empuja hacia adelante a todos los demás; por otro lado, teóricamente, tienen sobre los grandes masa del proletariado la ventaja de comprender claramente la línea de marcha, las condiciones y los resultados generales finales del movimiento proletario».
En la medida en que son teóricos, son «teóricos prácticos», que no analizan de manera abstracta la sociedad en general o alguna faceta de ella, sino que se dedican a comprender y clarificar «la línea de marcha» del movimiento proletario. A partir de entonces, esta fue la tarea que se propusieron Marx y Engels, los teóricos marxistas más eminentes.
Así, en una reseña de El capital, la obra de toda la vida de Marx, que Engels escribió para el Rheinische Zeitung, enfatizó su importancia para los socialdemócratas alemanes, describiendo «el presente libro como su biblia teórica, como el arsenal del cual tomará sus argumentos más reveladores». En otras reseñas y correspondencia, Marx y Engels enfatizan una y otra vez la importancia de este trabajo teórico para armar a la clase trabajadora.

Por el contrario, Marx y Engels eran extremadamente cautelosos con el papel de los que podrían describirse como «teóricos profesionales», por muy eruditos que fueran, que sólo estaban ligeramente familiarizados con su teoría y no estaban vinculados a las luchas de la clase trabajadora. Así, encontramos a Marx escribiendo a Sorge en octubre de 1877, tras la fusión de los socialdemócratas alemanes con los lassalleanos, quejándose de la reintroducción del socialismo utópico en el movimiento («que durante decenas de años hemos estado limpiando del cabezas obreras alemanas con tanto esfuerzo y trabajo») por «toda una pandilla de estudiantes medio maduros y médicos súper sabios que quieren dar al socialismo una orientación 'ideal superior', es decir, reemplazar su base materialista ( que exige un estudio objetivo serio de cualquiera que intente utilizarlo) por la mitología moderna con sus diosas de la Justicia, la Libertad, la Igualdad y la Fraternidad». Como su influencia persistía, Engels comentó en un tono similar:
«hemos... renunciado por completo a todo tráfico con la gente que quiere pasar de contrabando estas tonterías y estos lameculos al Partido... Pronto llegará el momento de salir en contra de los tipos, estudiantes y profesores filantrópicos de clase media alta y baja, que están penetrando en el Partido alemán y quieren diluir la lucha de clases del proletariado contra sus opresores en una organización universal de fraternidad humana» (Engels a Becker, 8 de septiembre de 1879)
De manera menos concisa, Marx y Engels explicaron su posición a los líderes del partido:
«Es un fenómeno inevitable, arraigado en el curso del desarrollo, que personas de lo que hasta ahora han sido las clases dominantes también se unan al proletariado militante y le aporten elementos culturales. Lo afirmamos claramente en el Manifiesto [Comunista]. Pero aquí hay que señalar dos puntos:
En primer lugar, para ser útiles al movimiento proletario, estas personas también deben aportarle elementos culturales reales. Pero con la gran mayoría de los conversos burgueses alemanes ese no es el caso. [...] hay tantos puntos de vista entre estos nobles como cabezas; en lugar de aportar claridad en un solo caso, sólo han producido una confusión desesperada (afortunadamente casi exclusivamente entre ellos mismos). El Partido puede prescindir perfectamente de los elementos culturales cuyo primer principio es enseñar lo que no han aprendido.
En segundo lugar. Para que personas de este tipo, procedentes de otras clases, se unan al movimiento proletario, la primera condición es que no traigan consigo restos de prejuicios burgueses, pequeñoburgueses, etc., sino que adopten de todo corazón el punto de vista proletario. Pero estos señores, como se ha demostrado, están hartos y atiborrados de ideas burguesas y pequeñoburguesas». ('Carta circular', 17 y 18 de septiembre de 1879)

## Teóricos marxistas notables
- Otto Bauer
- August Bebel
- Eduard Bernstein
- Amadeo Bordiga
- Nikolái Bujarin
- Maurice Cornforth
- Onorato Damen
- Guy Debord
- Daniel de León
- Gueorgui Dimitrov
- Hal Draper
- Rajani Palme Dutt
- Friedrich Engels
- Antonio Gramsci
- Ernesto «Che» Guevara
- Abimael Guzmán
- Enver Hoxha
- Edvard Kardelj
- Karl Kautsky
- Karl Korsch
- Antonio Labriola
- Paul Lafargue
- Ferdinand Lassalle
- Lenin
- Karl Liebknecht
- Wilhelm Liebknecht
- Georg Lukács
- Rosa Luxemburgo
- Mao Zedong
- Karl Marx
- Yuli Mártov
- Paul Mattick
- Franz Mehring
- Ibrahim Kaypakkaya
- Anton Pannekoek
- Alexander Parvus
- Gueorgui Plejánov
- Evgeny Preobrazhensky
- David Riazánov
- Iósif Stalin
- Mijaíl Súslov
- August Thalheimer
- Palmiro Togliatti
- León Trotski
- Andréi Zhdánov